# Geheimaktion Carlotta
Geheimaktion Carlotta (Originaltitel: The Bribe) ist ein in den Vereinigten Staaten produzierter Film Noir aus dem Jahr 1949 mit Robert Taylor und Ava Gardner in den Hauptrollen.

## Handlung
Der Ermittler Rigby wird von der US-Regierung nach Los Trancos auf der fiktiven Karibik-Insel Carlotta geschickt, um den Schmuggel mit überzähligem Kriegsmaterial zu unterbinden. Dort verliebt er sich in die Barsängerin Elizabeth Hilton, die Gattin des Verdächtigen Tug Hilton. Carwood, der Kopf des Schmugglerrings, versucht erfolglos, Rigby umzubringen; dagegen gelingt es Bealer, Rigby und Elizabeth gegeneinander auszuspielen. Während eines Feuerwerks kann Rigby Carwood stellen.

## Hintergrund
Die Szenen während des Feuerwerks wurden im Film Tote tragen keine Karos wiederverwendet, außerdem eine Sequenz mit Charles Laughton an einer Bar. 

## Kritiken
„Bemerkenswert die Charakterstudie Charles Laughtons als schmieriger Spitzel und Erpresser, der im Auftrag des Bandenchefs handelt. Ein effektvoll inszenierter Agentenfilm, der Carl Reiner zu seiner ‚Schwarze Serie‘-Persiflage Tote tragen keine Karos inspirierte.“

„Beachtliche Leistungen der Darsteller und der Kamera in einer jedoch nicht immer stichhaltigen Geschichte, die etwas stark mit Mord und Ehebruch als reinen Unterhaltungsmomenten spielt.“